# Comuna Poian, Covasna
Poian (maghiară Kézdiszentkereszt) este o comună în județul Covasna, Transilvania, România, formată din satele Belani și Poian (reședința). În anul 2005, satele Estelnic, Cărpinenii și Valea Scurtă s-au desprins de comună și au dat naștere comunei Estelnic.

## Demografie
Componența etnică a comunei Poian
     Maghiari (95,87%)
     Alte etnii (0,43%)
     Necunoscută (3,7%)
Componența confesională a comunei Poian
     Romano-catolici (91,44%)
     Reformați (2,43%)
     Alte religii (1,7%)
     Necunoscută (4,43%)
Conform recensământului efectuat în 2021, populația comunei Poian se ridică la 1.647 de locuitori, în scădere față de recensământul anterior din 2011, când fuseseră înregistrați 1.768 de locuitori. Majoritatea locuitorilor sunt maghiari (95,87%), iar pentru 3,7% nu se cunoaște apartenența etnică. Din punct de vedere confesional, majoritatea locuitorilor sunt romano-catolici (91,44%), cu o minoritate de reformați (2,43%), iar pentru 4,43% nu se cunoaște apartenența confesională.

## Politică și administrație
Comuna Poian este administrată de un primar și un consiliu local compus din 11 consilieri. Primarul, Endre Páll[*], de la Uniunea Democrată Maghiară din România, este în funcție din 2012. Începând cu alegerile locale din 2024, consiliul local are următoarea componență pe partide politice:
|  | Partid                                 | Consilieri | Componența Consiliului | Componența Consiliului | Componența Consiliului | Componența Consiliului | Componența Consiliului | Componența Consiliului | Componența Consiliului |
|  | -------------------------------------- | ---------- | ---------------------- | ---------------------- | ---------------------- | ---------------------- | ---------------------- | ---------------------- | ---------------------- |
|  | Uniunea Democrată Maghiară din România | 7          |                        |                        |                        |                        |                        |                        |                        |
|  | Alianța Maghiară din Transilvania      | 4          |                        |                        |                        |                        |                        |                        |                        |

## Atracții turistice
- Rezervația naturală Pârâul Roșu
- Creasta Nemirei, Tinovul Apa Lină - Honcsok și Tinovul Apa Roșie (situri de importanță comunitară incluse în rețeaua europeană Natura 2000 în România).